# Daniëlle Overgaag
Daniëlle Overgaag (La Haia, 24 de març de 1973) va ser una ciclista neerlandesa. Un cop retirada, ha presentat diferents programes televisius.

## Palmarès
- 1989
  -  Campiona dels Països Baixos júnior en ruta
- 1993
  - 1a a la Parel van de Veluwe
  - Vencedora d'una etapa al Tour de l'Aude
- 1994
  - Vencedora d'una etapa al Tour de l'Aude